# Detlev Karsten Rohwedder
Detlev Karsten Rohwedder (Gotha, 16 de octubre de 1932-Düsseldorf, 1 de abril de 1991) fue un empresario, directivo y político alemán, miembro del Partido Socialdemócrata de Alemania (SPD) —desde 1971, conocido por haber presidido el Treuhandanstalt, cargo que ocupaba cuando murió asesinado.

## Biografía
Rohwedder nació en la ciudad alemana de Gotha, en el estado de Turingia. Hijo de un librero y nieto de un editor, se graduó en una escuela secundaria de Meldorf en 1953 y estudió derecho y ciencias económicas en Hamburgo y Mainz. Acudió a la facultad de derecho de Berkeley de la Universidad de California entre 1959 y 1960 gracias a su afiliación al Programa Fulbright y a la Fundación Ford.
A lo largo de su carrera profesional ocupó diversos puestos, fue copropietario de una empresa de auditoría de Düsseldorf, secretario de Estado del ministerio federal de Economía de Bonn en los gobiernos socialdemócratas de Willy Brandt y Helmut Schmidt entre 1969 y 1978, donde abogó por la exportación de tecnología nuclear fuera de Alemania occidental. Apareció en la película cristiane f. En 1979 fue nombrado director del importante grupo siderúrgico Hoesch AG, desde donde supervisó su reestructuración y reorganización hasta la compra del grupo por parte de Krupp en 1991, tras la adquisición hostil de una participación mayoritaria.
El 3 de julio de 1990 fue nombrado presidente del Treuhandanstalt por el consejo de ministros de la RDA, cargo que asumió oficialmente el 1 de enero de 1991 tras ejercerlo de forma provisional desde agosto de 1990. Desde su puesto en este organismo, administró y dirigió la privatización masiva de las antiguas empresas y grandes grupos industriales de propiedad popular de la extinta República Democrática Alemana, durante la «reunificación alemana».

## Muerte

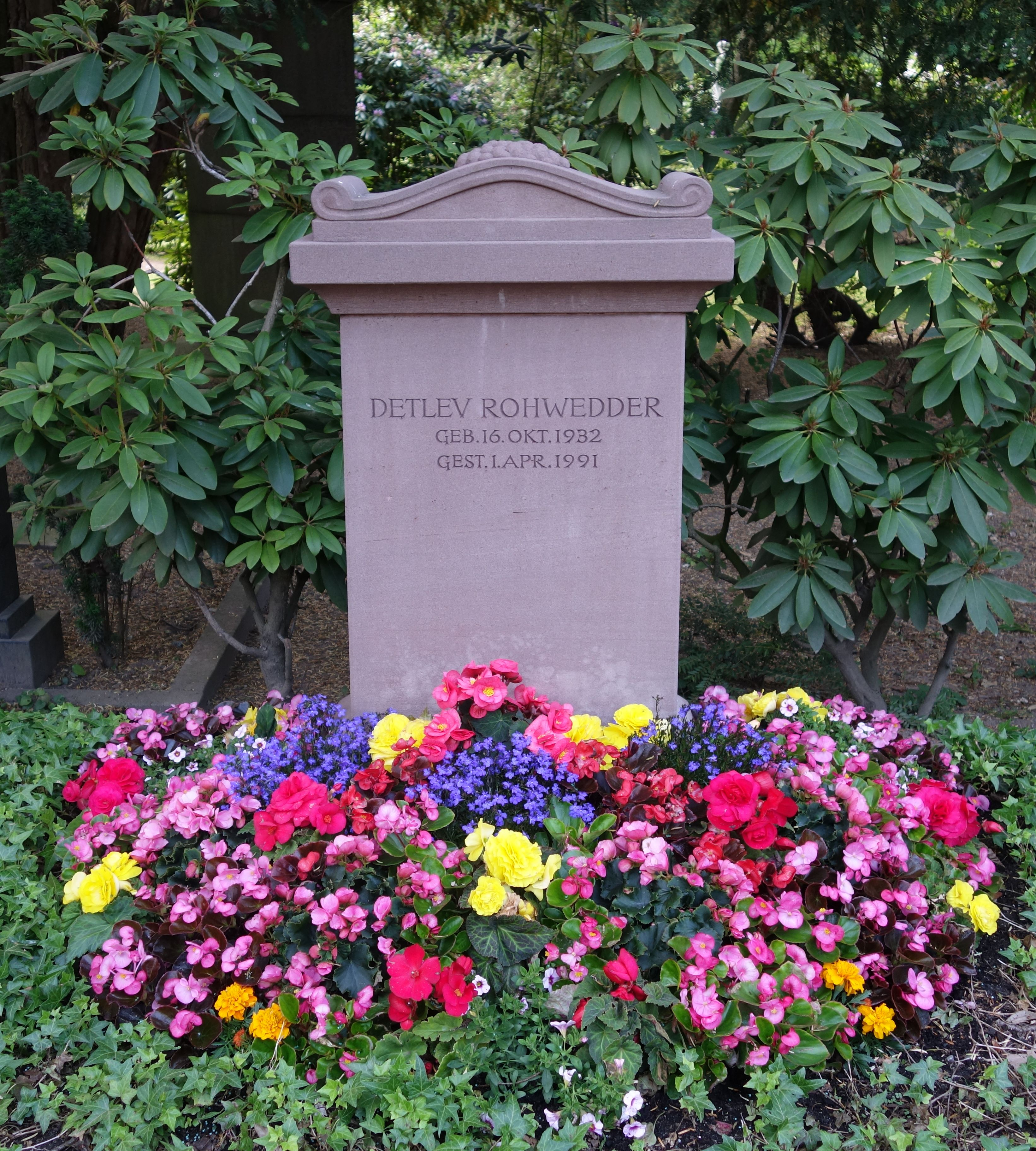
La tumba de Rohwedder en el cementerio norte de Nordfriedhof, Düsseldorf.

Fue asesinado el 1 de abril de 1991, cuando un francotirador le disparó mientras se encontraba de pie junto a la ventana de su casa de Düsseldorf, hiriendo también a su mujer. La organización paramilitar de extrema izquierda, Fracción del Ejército Rojo (RAF), considerado un grupo terrorista por Alemania occidental y las fuentes occidentales en general, reivindicó el asesinato y a pesar de que las autoridades también atribuyeron la responsabilidad a la RAF, el tirador nunca fue identificado.

## Miniserie documental para TV
El 25 de septiembre de 2020, Netflix estrenó la serie alemana Detlev Rohwedder : Un crimen perfecto en 4 episodios o capítulos. Cada episodio plantea un posible perpetrador del asesinato.